# عبدالکیزماز
عبدالکیزماز (انگلیسی: Abdul Kizmaz؛ زادهٔ ۱۰ مهٔ ۱۹۹۲) بازیکن فوتبال اهل آلمان است.
از باشگاه‌هایی که در آن بازی کرده‌است می‌توان به باشگاه فوتبال زاربروکن اشاره کرد.